# Oman
L'Oman (in arabo عمان‎?, Omān, pronunciato [ʕumaːn], Omàn), ufficialmente Sultanato dell'Oman (in arabo سلطنة عُمان‎?, Salṭanat 'Umān), è un paese arabo del Medio Oriente nel sud-est della penisola arabica. Confina con gli Emirati Arabi Uniti a nord-ovest, con l'Arabia Saudita a ovest e con lo Yemen a sud-ovest. Si affaccia sul Mar Arabico a sud e a est e sul golfo dell'Oman a nord, che lo separa dall'Iran e dal Pakistan. All'Oman appartengono anche le exclavi di Madha e Musandam, che confinano con gli Emirati Arabi Uniti; la seconda è bagnata dallo stretto di Hormuz e dal golfo dell'Oman.
Dal XVII secolo l'Oman è stato una talassocrazia e ha costruito un impero, in competizione con Portogallo e Regno Unito per il controllo del Golfo Persico e dell'oceano Indiano. Nel XIX secolo, periodo del massimo splendore, l'influenza politico-economica di questo impero arrivò in Iran, Pakistan e, a sud, Zanzibar. Il Novecento vide invece il forte declino economico del sultanato, la cui prosperità si era basata sul fatto di essere un fiorentissimo mercato di armi e schiavi, attività entrate in crisi.
A causa di questa decadenza l'Oman cadde sotto la pesante influenza del Regno Unito, diventando parte del suo Impero come protettorato fino al 1971. Tradizionalmente, il sultanato è vicino a Regno Unito e Stati Uniti d'America, ma ha sempre conservato la sua sovranità e mantiene oggi una politica estera indipendente.
L'Oman è una monarchia assoluta governata dal sultano Haitham, al potere dal 2020, ma il suo parlamento ha alcuni poteri legislativi e di controllo (anche se non esercita poteri sostanziali). Nel novembre 2010 l'UNDP, su 135 paesi considerati, ha classificato l'Oman come lo Stato che ha avuto il maggior sviluppo socio-economico negli ultimi quarant'anni; il sultanato è considerato uno dei più sviluppati e stabili tra i Paesi arabi.

## Storia

### Antichità
Nella lingua dei Sumeri l'Oman si chiamava Magan ed era noto per esportare rame. La sua annessione all'Impero persiano achemenide avvenne in data imprecisata. Compare tra le province soggette ai Persiani nelle iscrizioni di Dario I con il nome di Makā, a partire dal 524 a.C. Per secoli il paese, che dai Sasanidi era detto Mazūn, ha fatto parte dei domini Persiani pur con fasi alterne. Gli Arabi vi arrivarono in ondate diverse a partire, sembra, dal I secolo a.C. per stanziarsi, inizialmente, in modo particolare nelle zone interne del paese. Secondo la tradizione araba, i Banu Azd, come altre tribù, arrivarono in Oman a seguito del crollo della diga di Maʾrib in quel grande movimento che determinò la dispersione degli Arabi nel Vicino Oriente.
Fra il 627 e il 632 d.C., con l'espansione dell'Islam l'Oman venne sottratto al controllo persiano, entrando a far parte del Califfato degli Omayyadi.
Già prima del 700 molti oppositori degli Omayyadi si rifugiarono in Oman. Fra questi si distinsero in primo luogo coloro che appartenevano a una corrente dell'Islam detta ibadita.
Con il crollo della dinastia omayyade nel 751 fu fondato un imamato che, con alterne vicende, durò fino alla metà del XX secolo. Per molti secoli la storia dell'Oman è assai complessa proprio per il continuo contrasto con il potere centrale del Califfo, ma anche per i contrasti interni che si sono susseguiti sia fra diverse tribù che fra diversi gruppi di potere primo fra tutti quello fra gli imam e i sultani.

### Colonialismo portoghese

Con l'espulsione dei portoghesi, l'Oman diventa la potenza dominante dell'Oceano Indiano occidentale nel XVII secolo

Importante centro commerciale per molti secoli, l'Oman fu oggetto delle mire espansionistiche del Portogallo, che lo sottrasse al regno di Hormuz. Nel 1508 i Portoghesi rasero al suolo Qalhat e conquistarono Mascate, il principale porto del paese, facendone la capitale del Paese. I Portoghesi, insediatisi sulla costa dove innalzarono numerosi forti, ancor oggi visibili, espansero il loro potere conquistando Sohar nel 1616. Potere che mantennero, nonostante i continui scontri con i Persiani e i Britannici, fino al 1650 quando, dopo una lunga guerra, furono costretti ad abbandonare definitivamente Mascate. Le cause del declino del potere portoghese sono probabilmente da individuare nella incapacità di tessere buoni rapporti con gli Arabi e i Persiani che volevano mantenere il dominio del Golfo Persico, ma anche all'incapacità di gestire proficuamente non solo le attività commerciali costituendo una compagnia commerciale, ma anche la flotta, come ha rilevato Pietro della Valle nel suo viaggio (1624-1625).
Nel 1625 divenne Imam delle regioni interne dell'Oman Nāsir bin Murshid, il capostipite di una delle dinastie di Sultani dell'Oman, quella degli Yaʾāriba o Āl Yaʾrib durante il cui dominio l'Oman passò un periodo di pace anche se lo scontro navale con i Portoghesi, sempre presenti nel Golfo Persico, si protrasse per lungo periodo. Nello stesso tempo però il paese visse una fase di sviluppo e di espansione tanto che nel 1698 l'Oman s'impadronì dell'isola africana di Zanzibar e di una rilevante porzione della costa orientale africana. Ma questo periodo di prosperità fu, con il tempo, interrotto da una serie di contrasti per la successione al governo del Paese. 
I Persiani, sempre interessati al controllo della costa meridionale del Golfo Persico, approfittarono della richiesta di aiuto giunta loro da parte dell'Imam Sayf bin Sultan per conquistare l'Oman (1737-1738) riuscendo a impadronirsi del governo.

### Era moderna

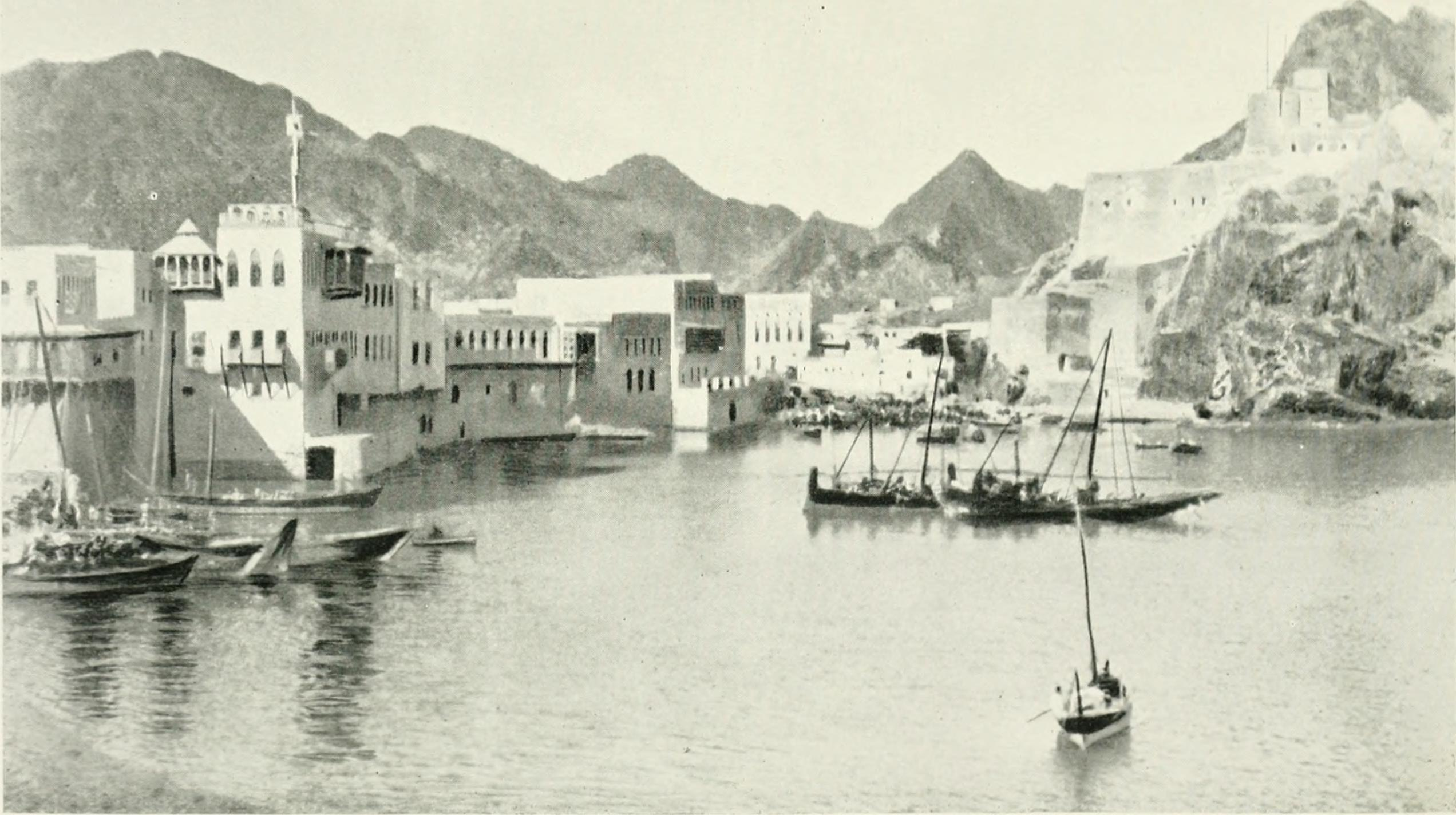
Mascate nel 1904

Nel 1749 Ahmad bin Sa'id Al Bu Sa'id (r. 1749-1783), governatore di Sohar e capostipite dei sultani dell'Oman Bū Saʾīd, la dinastia che governa ancor oggi l'Oman, cacciati i Persiani dall'Oman, fu eletto Imam, titolo che in seguito fu sostituito da Sayyid, che a sua volta fu sostituito da Sulṭān. Durante il suo lungo regno, grazie anche al prestigio di cui godeva presso i suoi sudditi, l'Oman trascorse un periodo di sviluppo e di espansione arrivando a controllare il Belucistan. Tale situazione è stata resa possibile grazie ai buoni rapporti commerciali con l'India e la Compagnia delle Indie orientali nonostante perdurasse l'ostilità con i Persiani, anche con l'intervento del Sultano a fianco degli Ottomani per la conquista di Bassora (1775-1776).
Alla morte di Sultan bin Ahmad nel 1856 scoppiò un conflitto fra i figli per la successione che determinò la divisione del sultanato, per cui vennero costituiti il Sultanato dell'Oman e il Sultanato di Zanzibar, che, però, fu presto sopraffatto dalle potenze coloniali europee, mentre l'Oman andò perdendo il controllo sui possedimenti orientali a causa dell'espansione del potere britannico, tant'è che nel 1861 il rappresentante del Governo britannico assunse il titolo di Sultano.
Nel 1864 i Wahhabiti cercarono, come avevano già fatto in precedenza, di espandere il proprio dominio verso la costa orientale dell'Arabia al fine di ottenere così il controllo dell'accesso al Golfo Persico. Pertanto entrarono nei giochi di potere in atto in Oman, ponendosi in contrasto non soltanto con il sultano Thuwayni bin Sa'id, ma anche con la Gran Bretagna. Scontro che si concluse nel 1866 con un accordo fra il re ʿAbd Allāh bin Faysal della dinastia saudita e il Sultano dell'Oman, accordo fatto sotto l'egida del rappresentante britannico, il colonnello Pelly. Nel 1891 il Sultano Faysal bin Turki firmò con la Gran Bretagna un accordo di collaborazione in cui fu stabilito un trattamento di favore nei confronti della Gran Bretagna per quanto riguardava il commercio, la tassazione e la navigazione. Trattato che fu rinnovato nel 1939 e nel 1951.
Nel 1954 l'Imam Ghālib che ancora governava le regioni interne, la cui capitale era Nizwa, volendo affermare sempre più il proprio potere, entrò in contrasto con il Sultano Saʾīd bin Taymūr, il cui esercito riuscì a prendere il controllo di gran parte dell'interno. Nel 1957 però Ṭālib, fratello del vecchio Imam, riprese a combattere facendo delle montagne del Jabal Akhḍar la sua roccaforte. Sa'id bin Taymūr, chiesto aiuto alla Gran Bretagna, nel 1959 mise definitivamente fine al potere degli Imam.
Fra il 1960 e il 1965 la 'questione dell'Oman' concernente la presenza britannica in quel Paese, fu presa in esame a più riprese dall'ONU giungendo infine a imporre alla Gran Bretagna di sospendere qualsiasi interferenza nella vita politica e commerciale dell'Oman in nome del principio di autodeterminazione dei popoli.

### Indipendenza

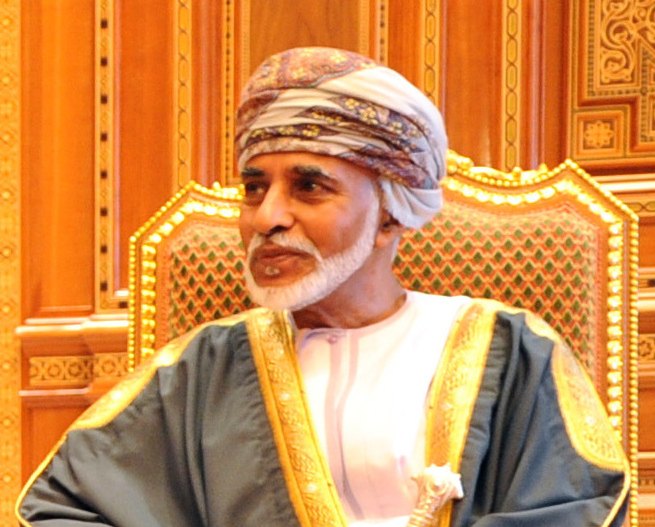
Il sultano Qābūs bin Saʿīd Āl Saʿīd, sovrano assoluto dell'Oman dal 1970 al 2020

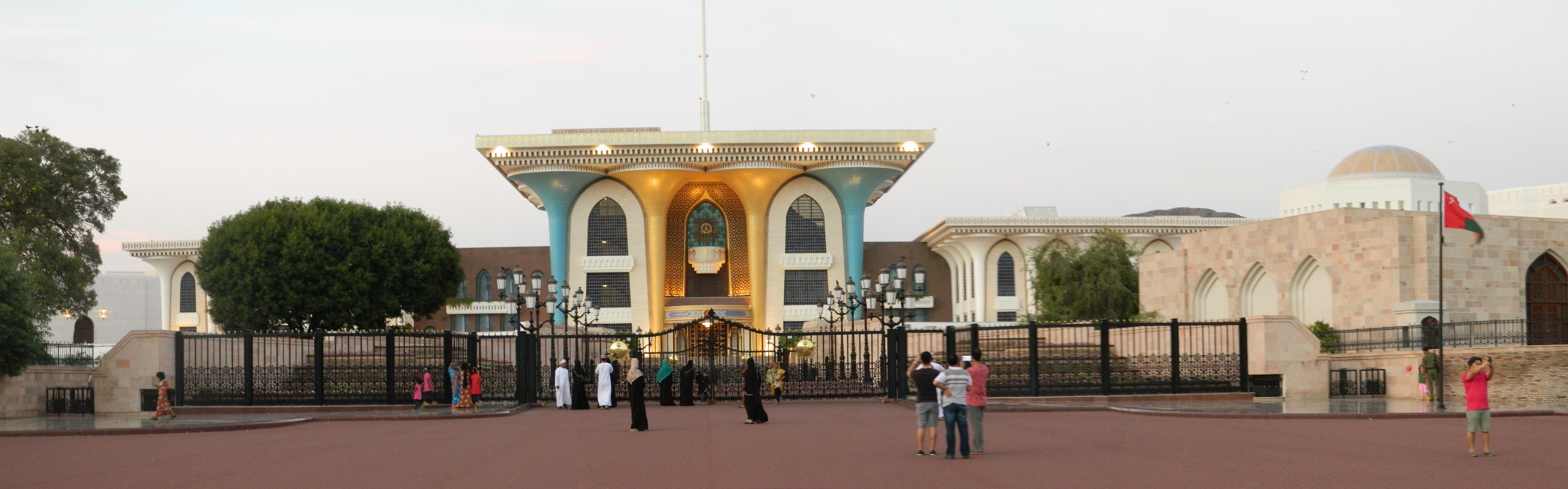
Il palazzo di Al Alam a Mascate

Il 24 luglio 1970 Sa'id bin Taymur, che aveva condotto una politica isolazionista e fortemente reazionaria, fu deposto dal figlio Qābūs bin Saʿīd Āl Saʿīd con un golpe di palazzo incruento. Basti pensare che la schiavitù era ancora in uso e che le entrate del petrolio erano utilizzate soltanto a scopi militari, bloccando così lo sviluppo economico del Paese. Il Paese si schierò immediatamente a fianco del giovane Sultano. Soltanto nel Dhofar il Fronte di Liberazione del Dhofar si oppose sostenendo che, nonostante le promesse del sultano Qābūs, la situazione politica dell'Oman non sarebbe mutata.
Sempre nel 1970 il Paese assunse il nome di Sultanato dell'Oman.
Sin dal suo insediamento, il sultano Qābūs ha fatto molto per migliorare la situazione economica del paese e mantenere buoni rapporti con tutti gli stati mediorientali. Nel 1996, inoltre, il Sultano emanò un decreto con cui si stabilivano norme precise per regolare la successione reale, dotando inoltre l'Oman di un'Assemblea bicamerale con limitati poteri legislativi, introducendo la figura del Primo Ministro e portando a una prima concessione di diritti civili agli abitanti.
Nel 2001 le forze armate statunitensi si servirono di alcune basi in Oman per le operazioni in Afghanistan. 
Nel 2003 si tennero le prime elezioni per la Camera bassa dell'assemblea.
Il sultano Qābūs è morto l'11 gennaio 2020; al suo posto è salito al trono il cugino Haitham bin Tariq Al Said, che in precedenza aveva già ricoperto il ruolo di Ministro della Cultura.

## Geografia

### Clima
Il clima è tropicale arido, nel periodo estivo da maggio a settembre caldo torrido (fin oltre 45 gradi la temperatura massima media dei deserti) nelle zone più interne, tendente all'afoso man mano che ci si avvicina alla costa per via dell'accentuata evaporazione dell'acqua marina e dell'assenza di piogge che stemperi l'estrema intensità dei raggi solari, perdurante per mesi (un esempio è il clima estivo di Mascate). Qui si contemplano temperature massime medie tra i 35 e i 40 gradi, ma la percezione può superare i 60 °C nel corso di alcuni periodi. L'inverno è molto mite poiché il paese è latitudinalmente quasi interamente compreso nella fascia tropicale propria. Le precipitazioni atmosferiche sono molto scarse, anche sotto i 100 mm medi annui nella parte meridionale; poco superiori nella parte settentrionale ma comunque difficilmente superano i 300 mm medi annui. Il periodo fortemente consigliato per visitare il paese va da metà ottobre alla prima settimana di marzo proprio nel momento delle pochissime piogge e del sole meno intenso dell'anno (comunque è un sole ben presente).
Nel giugno del 2018 in Oman si è registrato un caldo record: nell'arco di 24 ore nella città costiera di Quriyat, la temperatura non è mai scesa sotto i +42,6 °C: molto probabilmente, si tratta della più alta temperatura minima mai constatata sulla Terra.

### Exclave
La penisola di Musandam, situata in una posizione strategica sullo Stretto di Hormuz, è separata dal resto del paese da un tratto di costa appartenente agli Emirati Arabi Uniti: si tratta perciò di una exclave.
Un'altra exclave all'interno del territorio degli EAU è Madha, che si estende per 75 km² ed è situata a metà strada fra la penisola del Musandam e l'Oman propriamente detto. Madha, che appartiene alla wilāya di Musandam, si trova sulla strada costiera orientale tra Dibba e Fujairah ed è circondata dall'emirato di Sharja.
All'interno della enclave omanita di Madha si trova inoltre un'enclave degli EAU, nota come Nahwa, appartenente all'emirato di Sharjah e formata da un piccolo centro con una quarantina di case. Questi confini, così complessi, vennero definitivamente stabiliti solo nel 1969.

## Ordinamento dello Stato
Capo sia dello Stato sia del governo è il sultano, il quale nomina un gabinetto che lo assiste. Negli anni novanta, il sultano creò un'assemblea consultiva, il Majlis al-Shura, sebbene pochi cittadini godessero del diritto di voto. Il suffragio universale per i cittadini aventi più di 21 anni fu introdotto il 4 ottobre 2003: fu così che 190 000 persone (il 74% degli aventi diritto) votarono per eleggere 83 membri dell'assemblea (2 di questi erano donne).
Il sultano detiene comunque un potere di stampo assolutistico. Nonostante ciò, la gran parte degli abitanti sembra approvare il suo operato, visti sia lo sviluppo del sistema economico negli ultimi trent'anni, sia la graduale apertura alla democrazia. Tuttavia anche in Oman il vento della rivoluzione tunisina dei gelsomini si è fatto sentire. Il sultano Qabus ben Said è stato costretto a cedere i poteri legislativi a un consiglio consultivo, per frenare il malcontento esploso in alcune manifestazioni di protesta. Secondo quanto riporta l'agenzia ufficiale Ona il sultano ha conferito "poteri legislativi e di vigilanza" sull'azione di governo al "Consiglio d'Oman" che finora aveva solo funzioni consultive (anche se il parlamento non esercita sostanziali poteri). La Costituzione dell'Oman è del 6 novembre 1996.

## Suddivisione amministrativa
A livello amministrativo l'Oman è diviso in 11 governatorati (Muḥāfaẓa), a loro volta suddivisi in 61 province (Wilaya).

### Città principali
Le città principali sono:
- Mascate
- Seeb
- Salalah
- Sohar
- As Suwayq
- Ibri
- Saham
- Barka
- Rustaq
- Nizwa

## Economia
L'articolo 11 della Legge Fondamentale dell'Oman stabilisce che l'economia nazionale è basata sulla giustizia e sui principi dell'economia di mercato.
Nonostante la crisi economica mondiale, l'economia omanita negli ultimi anni ha continuato a mostrare tassi di crescita annua del PIL notevoli, il 5% nel solo 2012. Lo stato dell'economia dell'Oman è più che buono, anche se meno florido di quello di quasi tutti i paesi vicini. Infatti il PIL pro capite (25 356 dollari annui nel 2012) resta tra i più bassi della Penisola Araba; anche l'Indice di Sviluppo Umano, indicatore della qualità della vita, è pari nel 2013 a 0,731, alto ma inferiore a quello di tutti i paesi della penisola tranne lo Yemen.
La popolazione gode generalmente di buone condizioni di vita, ma il futuro dell'economia è incerto a causa delle limitate riserve di petrolio che restano. Le altre fonti di entrate economiche, l'agricoltura e l'industria, sono molto meno rilevanti e alimentano meno del 1% delle esportazioni del paese, ma la diversificazione delle attività economiche è vista come una priorità dal governo dell'Oman. L'agricoltura diffusa in particolar modo nel Dhofar, nella zona di Nizwa e nella regione di al-Batina, si basa, fin da tempi immemorabili, su un sistema di canalizzazioni, i falaj, la cui gestione è stata per secoli regolamentata giuridicamente. Oggi in Oman si producono datteri, cereali e verdure, ma meno del 1% del territorio nazionale è coltivato ed è probabile che l'Oman rimarrà un forte importatore di generi alimentari. Insieme all'agricoltura, l'altro tradizionale pilastro del settore primario del sultanato è la pesca.
Fin dal crollo del prezzo del petrolio nel 1998, l'Oman ha elaborato robusti piani per la diversificazione dell'economia e sta ponendo maggiormente l'accento su altri settori, come il turismo. Quest'ultimo costituisce una rilevante fonte di guadagni per il paese ed è in crescita. Un evento popolare è il Khareef Festival che si tiene a Salalah, nel Governatorato di Dhofar, a 1100 km dalla capitale Mascate, durante il mese di agosto. Questo festival è molto frequentato dai turisti anche per il clima fresco e la vegetazione rigogliosa, che è possibile trovare quasi soltanto in questa città.
Un accordo di libero scambio con gli Stati Uniti è in vigore dal 1º gennaio 2009, e ha eliminato le barriere doganali su tutti i prodotti di consumo e industriali, ma ha anche protetto e favorito gli investimenti stranieri in Oman.
In Oman è ingente la presenza di lavoratori stranieri asiatici e africani, che annualmente inviano nei loro paesi d'origine circa 30 miliardi di dollari; più della metà guadagna meno di 400 dollari al mese. La comunità più consistente è quella indiana, che da sola costituisce la maggioranza dell'intera forza lavoro del sultanato. I lavoratori provenienti dall'estero guadagnano meno degli omaniti, tali salari a ogni modo sono da due a cinque volte superiori rispetto a quelli pagati per gli stessi lavori in India.
La valuta nazionale è il Riyal.

### Industria petrolifera e del gas
Il petrolio fu scoperto nel sultanato nel 1964, e la sua estrazione è cominciata 3 anni dopo.
Le riserve totali di petrolio dell'Oman ammontano a circa 5 miliardi e mezzo di barili, per dimensione le 24esime a livello mondiale. L'Oman quindi ha risorse petrolifere nettamente inferiori rispetto a molti dei paesi circostanti come l'Arabia Saudita e gli Emirati Arabi Uniti, ma la popolazione, molto modesta numericamente, ha potuto comunque beneficiarne in misura analoga. Quasi l'intero settore petrolifero e del gas è gestito dalla Petroleum Development Oman (PDO), società controllata per il 60% dal governo omanita e incaricata dell'estrazione e della lavorazione. Attraverso il Ministero del Petrolio e del Gas il governo cura direttamente i progetti di sviluppo e le infrastrutture del settore.
Negli ultimi anni l'estrazione di petrolio è diminuita e anche per questo le riserve sono rimaste stabili; tuttavia bisogna anche considerare la recente scoperta di nuovi giacimenti e, con l'avanzare della tecnologia, la possibile ricerca di nuove risorse, tutti fattori che hanno contribuito e contribuiscono tutt'oggi a mantenere sostanzialmente inalterate le riserve del sultanato.
Ben più recente è stata invece la scoperta del gas naturale, di cui l'Oman è dotato in quantità abbondante. L'estrazione è cominciata negli anni duemila e si profila all'orizzonte come una fondamentale risorsa economica per il futuro del paese.

### Idrogeno verde e rinnovabili
A fronte di una produzione da energie rinnovabili nulla nel 2017, nel 2020 l'Oman ha raggiunto i 350 Gigawattore di potenza installata. Il piano "Vision 2030" mira a raggiungere la produzione di 30 gigawatt di energia da idrogeno verde entro il 2030, con un investimento di 45 miliardi di dollari.

## Infrastrutture e trasporti

### Aeroporti
Piste in asfalto o cemento. In grassetto gli aeroporti con voli commerciali di linea.
| Nome                                | IATA | Lung. pista/e | Passeggeri (2019) |
| ----------------------------------- | ---- | ------------- | ----------------- |
| Aeroporto Internazionale di Mascate | MCT  | 4 000 / 3 584 | 15 989 921        |
| Aeroporto Internazionale di Salalah | SLL  | 4 000 / 3 340 | 1 358 845         |
| Aeroporto di Sohar                  | OHS  | 4 000         | 320 523           |
| Aeroporto di Duqm                   | DQM  | 4 000         | 65 582            |
| Aeroporto di Khasab                 | KHS  | 2 500         | n.d.              |
| Aeroporto di Adam                   | AOM  | 4 000         | militare          |
| Aeroporto di Rustaq-Al Mussanah     | MNH  | 4 000         | militare          |
| Aeroporto di Thumrait               | TTH  | 4 000         | militare          |
| Aeroporto di Masirah                | MSH  | 3 050 / 2 575 | militare          |
| Aeroporto di Ras al Hadd            | ---  | 4 000         | --                |
| Aeroporto di Fahud                  | FAU  | 2 565         | --                |
| Aeroporto di Ghaba Qarn Alam        | RNM  | 2 565         | --                |
| Aeroporto di Marmul                 | OMM  | 2 565         | --                |
| Aeroporto di Duqm Jaaluni           | JNJ  | 2 500         | --                |
| Aeroporto di Mukhaizna              | UKH  | 2 500         | --                |

### Strade

Sultan Qaboos ed R1

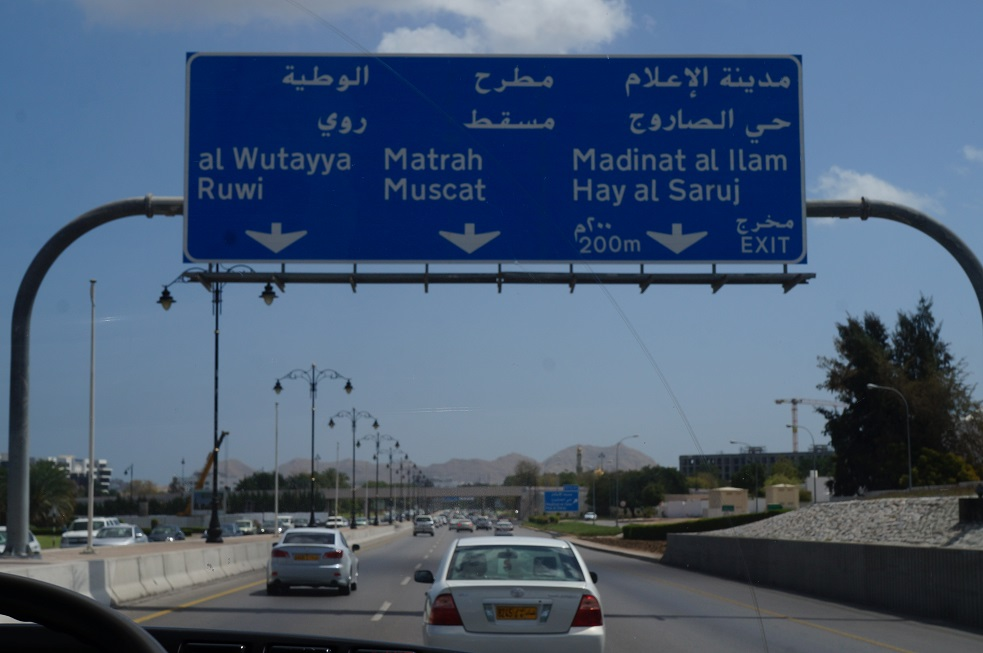
La Sultan Qaboos Highway in direzione Mascate.

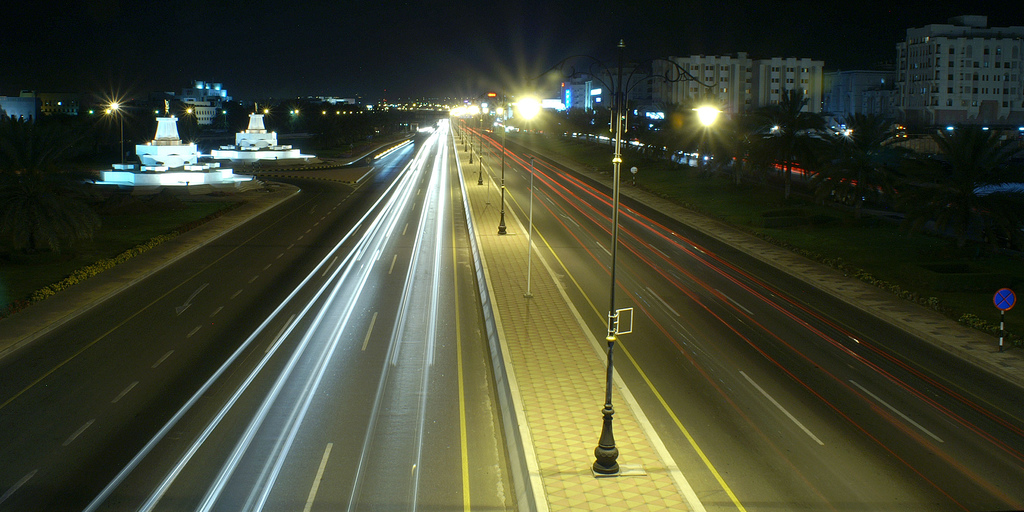
La R1 nei pressi di Seeb.

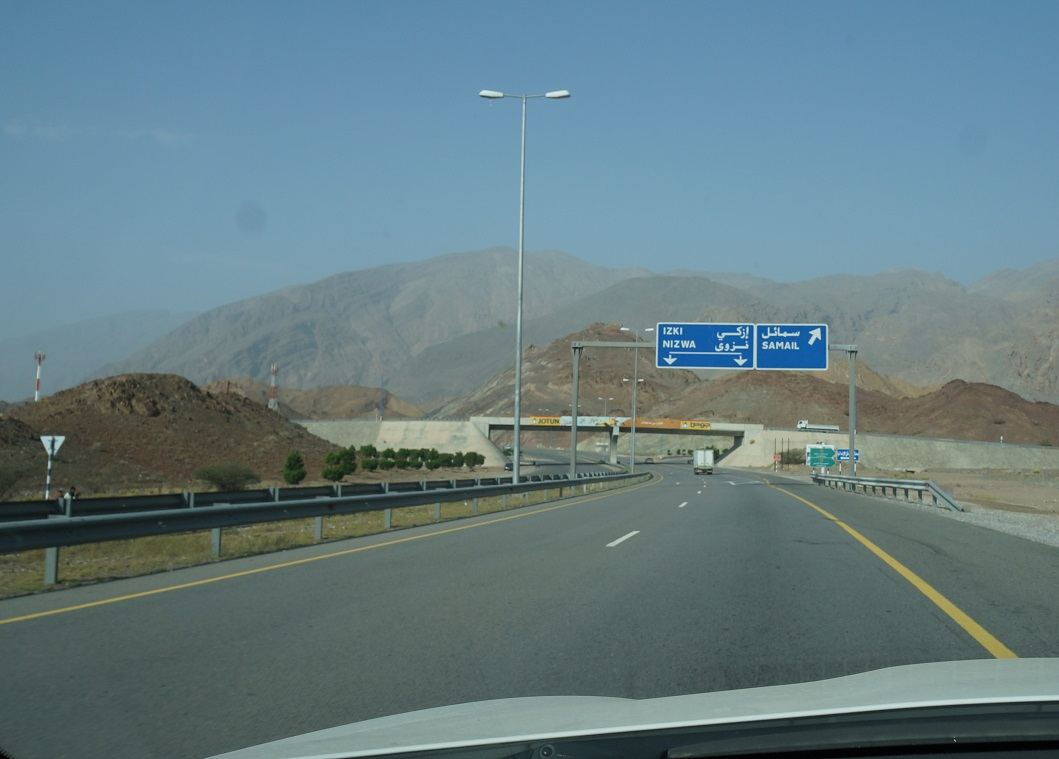
L'autostrada 15 verso Nizwa.

L'arteria stradale principale del paese è composta dall'autostrada Sultan Qaboos Highway, che funge da asse centrale per la capitale Mascate, e dalla Strada nazionale R1 che ne è la prosecuzione lungo tutta la costa settentrionale. Partendo dalla città vecchia, Matrah, attraversa quasi tutti i quartieri più importanti della capitale arrivando fino all'aeroporto Internazionale di Mascate nei pressi di Seeb e poi continua come superstrada R1 verso nord-ovest raggiungendo le città di Barka, al-Suwayq, Saham, Sohar, Shinas ed il confine con gli Emirati Arabi Uniti. Dalla superstrada 1 si diramano la superstrada R5 usata per raggiungere Dubai e la superstrada R7 che collega ai centri di al-Buraymi ed al-'Ayn e l'autostrada E22 per Abu Dhabi. Dalla superstrada R1 si diramano anche statali minori come la R3 per gli Emirati Arabi Uniti, la R8 per Ibri, la R11 per Rustaq e la R13 per Nakhal.
Anche l'autostrada 15 ha inizio dalla SQH/R1 nei pressi dell'aeroporto di Mascate e passando da Bidbid, Izki e Nizwa termina a Bahla dove si unisce sulla superstrada R21 per Ibra che arriva al confine con gli E.A.U.. L'autostrada 17 segue la costa orientale collegando la capitale a Sur passando per Amrat e Qurayyat.
La superstrada R31 nasce a sud dell'abitato di Nizwa ed è il principale collegamento nord-sud dell'Oman arrivando fino a Salalah nel sud del paese. La statale a parte il tratto iniziale e la parte finale, dove ha caratteristiche di superstrada, in gran parte si presenta a carreggiata singola con lunghi rettilinei. Attraversa vasti territori desertici passando per Adam, Haima e Thumrait terminando nella capitale del Dhofar. Copre oltre 850 km di percorso ed è l'arteria stradale più lunga dell'Oman.
La strada nazionale R2 è l'unica strada asfaltata che collega Khasab, nella penisola del Musandam, agli Emirati Arabi Uniti. La strada nazionale R47 ha origine a Salalah ed è la principale via di collegamento tra Oman e Yemen. La strada nazionale R51 serve l'isola di Maṣīra compiendo il periplo lungo la costa.
| Nome / Nr                                         | Tipologia                      | Inizio             | Fine                |
| ------------------------------------------------- | ------------------------------ | ------------------ | ------------------- |
| Autostrada di Mascate (Muscat Expressway)         | Autostrada                     | Mascate            | Seeb                |
| Autostrada Batinah (Batinah Expressway)           | Autostrada                     | Muscat Exp. a Seeb | Sohar               |
| Autostrada al-Sharqiyya (al-Sharqiyya Expressway) | Autostrada                     | 15 a Bidbid        | Sur                 |
| Batinah Coastal Highway                           | Superstrada                    | Barka              | Sohar               |
| Sultan Qaboos Highway                             | Superstrada                    | Mascate            | Barka               |
| R1                                                | Superstrada                    | Barka              | Emirati Arabi Uniti |
| R2                                                | Strada nazionale               | Khasab             | Emirati Arabi Uniti |
| R5                                                | Superstrada                    | 1 a Shinas         | Emirati Arabi Uniti |
| R7                                                | Superstrada                    | 1 a Sohar          | Buraimi             |
| R9                                                | Superstrada / Strada nazionale | 1 a Chabura        | Ibri                |
| R10                                               | Strada nazionale               | Rustaq             | Ibri                |
| R11                                               | Superstrada                    | 1 a Tharmad        | Rustaq              |
| R13                                               | Superstrada                    | 1 a Barka          | Rustaq              |
| R15                                               | Superstrada                    | 1 a Seeb           | Bahla               |
| R17                                               | Superstrada                    | 1 a Mascate        | Sur                 |
| R21                                               | Superstrada                    | Bahla              | Emirati Arabi Uniti |
| R31                                               | Superstrada / Strada nazionale | Nizwa              | Salalah             |
| R37                                               | Superstrada / Strada nazionale | 31 a Haima         | Duqm                |
| R45                                               | Strada nazionale               | 31 a Thumrait      | Yemen               |
| R47                                               | Strada nazionale               | Salalah            | Yemen               |
| R51                                               | Strada nazionale               | Masirah            | Masirah             |

## Società

### Evoluzione demografica

Andamento della popolazione dell'Oman dal 1950 al 2020.

In base al censimento del 2010, la popolazione totale del paese è di 2 773 479 abitanti, di cui 1 957 336 sono omaniti e il resto proviene dall'estero; si deve ricordare che in Oman, proprio come in molti altri paesi della penisola arabica, vivono numerosissimi lavoratori stranieri che costituiscono una parte molto cospicua della popolazione complessiva. Questi ultimi in Oman superano quota 600 000 e provengono soprattutto da Pakistan, Bangladesh, Egitto, India e Filippine; gli omaniti invece sono arabi, anche se molti di loro hanno lontane origini dell'Africa Orientale e del Beluchistan. I dati del 2010 evidenziano un notevole aumento demografico, infatti il precedente censimento del 2003 aveva riportato la ben minore cifra di 2 340 815 abitanti.
Circa il 50% degli abitanti vive a Mascate e nella regione di al-Batinah; l'altra principale concentrazione demografica è la regione di Dhofar con 200 000 abitanti. L'exclave della penisola di Musandam ha una popolazione di circa 30 000 unità.
La popolazione dell'Oman è molto giovane: il 43% ha meno di 15 anni.

### Religione
Il governo omanita non stila statistiche sull'appartenenza religiosa dei suoi abitanti, ma sicuramente la religione maggiormente professata è l'Islam, i cui fedeli costituiscono all'incirca il 75% della popolazione. I musulmani sono per lo più Ibaditi, fatta eccezione per le regioni costiere dove si trova una comunità sunnita piuttosto consistente.
L'Oman è l'unico paese del mondo in cui gli ibaditi sono la maggioranza; peraltro, i seguaci di questo particolare ramo della religione islamica sono presenti solo in questo paese e in poche regioni dell'Africa settentrionale.
Le confessioni non islamiche presenti nel paese sono molto varie: induismo, giainismo, buddismo, zoroastrismo, sikh, bahá'í e cristianesimo. Queste religioni sono professate in pratica soltanto da una parte degli immigrati, peraltro solo quelli che non vengono a loro volta da paesi islamici. Le comunità cristiane sono animate per lo più dai lavoratori indiani, filippini e del sudest asiatico; sono presenti soprattutto nelle maggiori aree urbane del sultanato, cioè quelle di Mascate, Sohar e Salalah. Nell'area metropolitana della capitale ci sono comunità cristiane di oltre 50 confessioni diverse, tra cui cattolici, ortodossi e varie congregazioni protestanti. Tra questi gruppi la differenza spesso è anche etnica, e si basa sui paesi di provenienza degli immigrati.
La Legge Fondamentale dell'Oman dichiara l'islam religione di Stato e la sharia principale fonte della legislazione nazionale; tuttavia al suo interno è anche affermata la libertà di religione, unitamente al divieto di discriminazioni su base confessionale. Il governo ha generalmente garantito la libertà religiosa per tutte le numerose fedi presenti nel paese, anche se con qualche ufficiosa limitazione per i non islamici, specie in materia di proselitismo e luoghi di culto, questi ultimi spesso insufficienti per i fedeli. Comunque, l'apostasia non è un crimine e non si ha notizia di detenuti per motivi religiosi.

### Lingue e dialetti
La lingua ufficiale è l'arabo. Vi sono alcune minoranze che parlano altre lingue originarie. Nel Dhofar si parlano alcune lingue sudarabiche, come il Mahri, che appartengono a un ramo delle lingue semitiche ma diverso da quello dell'arabo.
Il balochi è diffusamente parlato; molto ampia è anche la conoscenza dell'inglese, al punto che insegne e indicazioni stradali sono riprodotti sia in arabo sia in inglese.

### Diritti umani
In tema di diritti LGBT, l'omosessualità può essere punita con una pena detentiva fino a tre anni..

### Università
In campo universitario ricordiamo la Sultan Qaboos University, istituita nel 1986: prende il nome dal sultano omanita Qabus dell'Oman.

## Cultura

### Letteratura
Ben poco sappiamo della letteratura dei primi secoli dopo l'egira probabilmente anche a causa di incendi che, nel tempo, hanno distrutto diverse importanti biblioteche come quella di Rustaq in cui erano raccolti manoscritti di testi riguardanti i diversi saperi.
Vari sono i poeti che hanno cantato in versi episodi e personaggi della storia omanita secondo quanto era in uso nella poesia araba fin dal periodo preislamico. Così la tradizione ricorda i versi composti da Malik b. Fahm che canta le gesta sue e dei Banu Azd da lui condotti in Oman a seguito della dispersione delle tribù da Ma'rib determinando la prima arabizzazione del Paese. In epoca abbaside visse Ibn Durayd (838-933), poeta oltre che grammatico e storico che trascorse però gran parte della sua vita fra Baghdad e la Persia. Numerosi sono gli Imam prima e i sultani dopo appartenenti alle diverse dinastie succedutesi fra il secolo XI e il XVIII che hanno composto versi in cui cantano le conquiste fatte e le loro gesta. A partire dal XII secolo si è diffusa anche la poesia araba d'amore ed encomiastica secondo i canoni tradizionali arabi. Poesie in gran parte pubblicate in numerose raccolte, i diwan.
Per quanto riguarda la prosa bisogna premettere che molti studiosi omaniti dei primi secoli dell'egira operarono in realtà in Iraq, in modo particolare a Basra. In questa città, al tempo sede di una delle principali scuole di pensiero islamico, molti si recavano a studiare e molti vi restavano a svolgere le proprie attività di studiosi scrivendo anche importanti opere. Nel IX secolo si svilupparono anche in Oman alcune scuole di pensiero (in arabo مدرسة‎?) legate alla corrente islamica degli Ibaditi. Si tratta di scuole in cui si studiava la giurisprudenza e la teologia, (in arabo ﻓﻗﻪ‎?, fiqh), il tafsīr (تفسير), cioè l'esegesi coranica, la sharīʿa (شريعة), gli aḥādīth (حديث) e la lingua araba letteraria. In particolare le prime scuole videro la luce a Sohar e a Izki e, nel secolo seguente, a Bahla. A partire dal secolo XI si imposero le scuole di Nizwa e di Rustaq mentre altre sono state fondate in seguito in diverse città dell'Oman come quella di Mascate fondata nel XIX secolo.Connesse a queste scuole si costituirono biblioteche a cui se ne affiancavano altre di studiosi i cui manoscritti sono in parte andate perduti mentre altri sono stati recentemente pubblicati e altri ancora sono in attesa di essere stampati.
Nel IX secolo iniziarono a essere redatte alcune opere appartenenti a qual genere letterario arabo peculiari dei primi secoli dell'Islam, i siyar (pl. di sïrah), cioè biografie di personaggi illustri. Si tratta quindi di opere dedicate a singoli personaggi e, al massimo, alla loro epoca con le sue problematiche politiche e dottrinali. La prima visione di insieme della storia omanita, dal periodo preislamico fino a quello omayyade, a noi giunta è il Kitāb al-ansāb di al-ʿAwtabī scritto nel secolo XI. Dopo alcuni secoli di cui non abbiamo alcun testo storico, nella prima metà del secolo diciottesimo al-Izkawī (1650-1737) potrebbe aver scritto il Kašf al-ġumma ripreso da Ibn Razīq intorno al 1860, opera questa che tratta della storia dell'Oman dalle origini fino al 1728. Questo testo scritto in maniera discorsiva è stato ripreso dagli storici omaniti seguenti fra cui ricordiamo al-Sālimī (1869-1914) e la sua Tuḥfat al-aʿyān divenuta la principale opera di riferimento per gli storici moderni.
Tra gli attuali poeti omaniti più affermati ricordiamo Saif al-Rahbi e la scrittrice Jokha al-Harthi che con il romanzo Corpi celesti (2010), ambientato in Oman e tradotto in oltre 20 lingue, si è aggiudicata l' International Booker Prize, nel 2019.

### Musica
Al-Ayyala comprende poesie, cantate e danze.
Tra le cantanti omaniti possiamo ricordare Lamya, interprete di brani di genere soul, elettronica e world.

### Patrimoni dell'umanità
Alcuni siti dell'Oman sono stati inseriti nella Lista dei patrimoni dell'umanità dell'UNESCO.

### Gastronomia
La cucina omanita è caratterizzata da uno stile semplice e presenta come elemento culinario importante il riso.

### Altri aspetti culturali
Originario, oltre che di altri paesi, anche dell'Oman è il Janbiya, una sorta di coltello-pugnale: appare anche nell'emblema dell'Oman.

### Missioni spaziali
- 9 gennaio 2023: viene lanciato il primo satellite dell'Oman, Aman[42] [43], (Volo spaziale suborbitale).
- 11 novembre 2023: viene lanciato il satellite AMAN-1: il vettore spaziale statunitense raggiunge l'orbita terrestre, ma un guasto impedisce la messa in orbita del satellite.
- 11 novembre 2024: viene lanciato con pieno successo il satellite IRSS-1/OL-1.

## Sport
Due volte vincitrice, nel 2009 e poi nel 2017-2018, della Coppa delle nazioni del Golfo, la nazionale di calcio dell'Oman ha come suo capocannoniere attuale Hani Al-Dhabit con ben 42 reti.
Buoni risultati anche nell'atletica leggera con il velocista Barakat Al-Harthi, medaglia d'oro ai VI Giochi mondiali militari, disputatisi in Corea del Sud nel 2015.

## Ricorrenza nazionale
- 18 novembre: يوم وطني : National day: Giorno del compleanno del Sultano Qabus dell'Oman, 1940

### Altre ricorrenze nazionali
- 23 luglio: Giorno di Rinascita: si celebra il primo giorno di regno di Qabus dell'Oman, 1970